# Bertrand Piccard
Bertrand Piccard (Losanna, 1º marzo 1958) è un aviatore e psichiatra svizzero.
Insieme a Brian Jones è stato il primo a completare un giro del mondo ininterrotto in mongolfiera, mentre con André Borschberg ha compiuto il primo giro del mondo su un aereo ad energia solare (Solar Impulse).

## Biografia
È nato in una famiglia di ingegneri ed esploratori: il nonno Auguste Piccard era un pilota di mongolfiere, mentre il padre Jacques Piccard è stato il primo ad immergersi con il Batiscafo Trieste nella fossa delle Marianne.
Studia medicina all'Università di Losanna dove si laurea nel 1986. Nel frattempo svolge i primi voli su ultraleggero e deltaplano, continuando ad appassionarsi sempre di più al volo e alle esperienze di pilotaggio.

## Il giro del mondo
Porta a termine con Brian Jones nel marzo 1999 il giro del mondo in pallone aerostatico Breitling Orbiter 3 della Cameron Ballons.
Con Andrée Borschberg come copilota, parte da Abu Dhabi il 9 marzo 2015 con l'aereo Solar Impulse 2 e dopo aver sostato in 16 differenti tappe, completa il giro del mondo il 26 luglio 2015 conseguendo numerosi record come il primo attraversamento dell'Oceano Atlantico su un velivolo elettrico.